# János Majláth
János Majláth, también conocido como Count John (5 de octubre de 1786 - 3 de enero de 1855), fue un poeta e historiador húngaro.

## Biografía
Nació en la ciudad húngara de Pest, y de niño recibió educación en su propio hogar. Posteriormente estudió filosofía en Eger (Erlau) y leyes en Gyor (Raab). Su padre, el Conde Joseph Majlath, ministro del Gobierno Austríaco, finalmente consiguió para János una plaza en el servicio público. Majláth se dedicó a la investigación histórica y a la traducción al alemán de escritos en húngaro: cuentos populares, y una selección de los trabajos de los mejores poetas nativos de su país. Además, demostró un considerable talento como escritor lírico original, y como editor y adaptador de antiguos poemas alemanes.
Durante la mayor parte de su vida residió tanto en Pest como en Viena, pero unos cuantos años antes de su muerte se trasladó a Múnich, donde quedó postrado en un estado de indigencia y de extrema desprotección. Víctima en última instancia de un enamoramiento desgraciado, decidió suicidarse el 3 de enero de 1855, acompañado de su hija Henriette (quien durante mucho tiempo había sido su compañera constante y amanuense) en el Lago de Starnberg, unas cuantas millas al suroeste de Múnich.

## Obra
- De sus trabajos históricos el más importante es el Geschichte der Magyaren (Viena, 1828-1831, 5 vols; 2.º ed., Ratisbona, 1852-1853) y su Geschichte des Österreichischen Kaiserstaats (Hamburgo, 1834 1850, 5 vols).
- Especialmente dignos de mención entre sus traducciones de versos húngaros son el Magyarische Gedichte (Stuttgart y Tübingen, 1825); y el Himfys auserlesene Liebeslieder (Pest, 1829; 2.º ed., 1831). Una contribución valiosa al folclore popular apareció publicada en el Magyarische Sagen, Marchen und Erzahlungen (Brünn, 1825; 2.º ed., Stuttgart y Tübingen, 1837, 2, vols).